# Mittelstraße (Weimar)

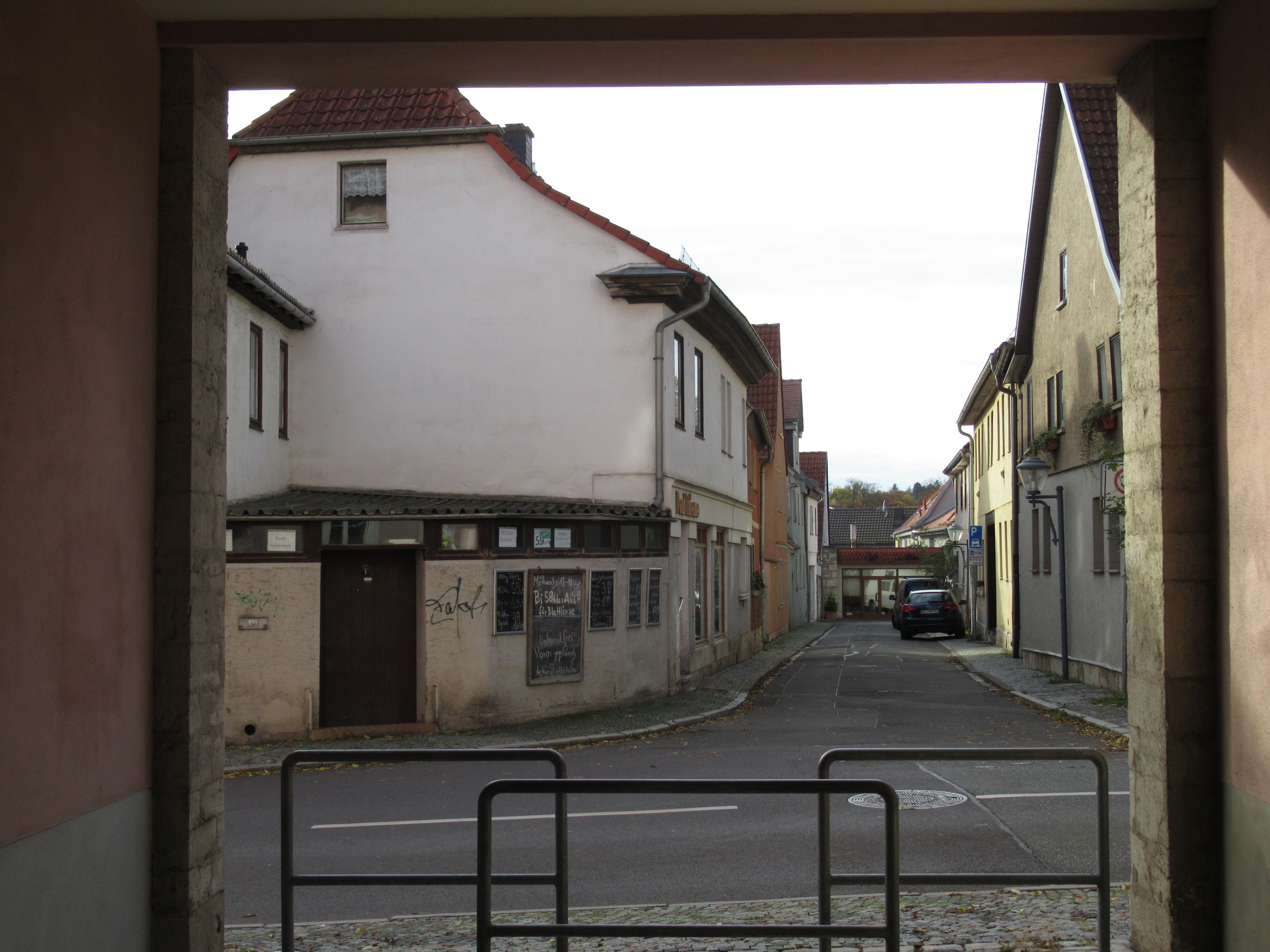
Mittelstraße in Oberweimar

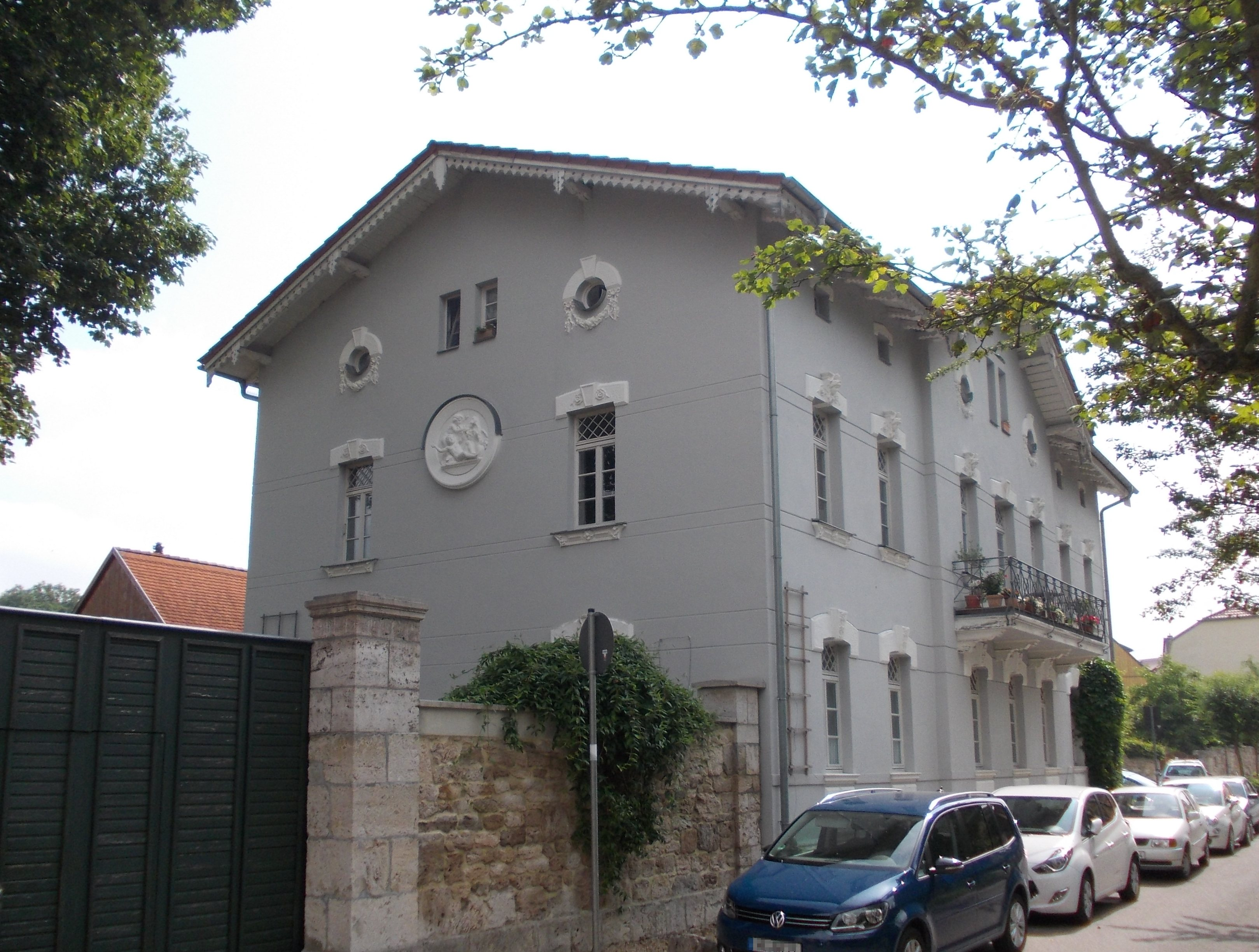
Münchhausen-Haus in Oberweimar

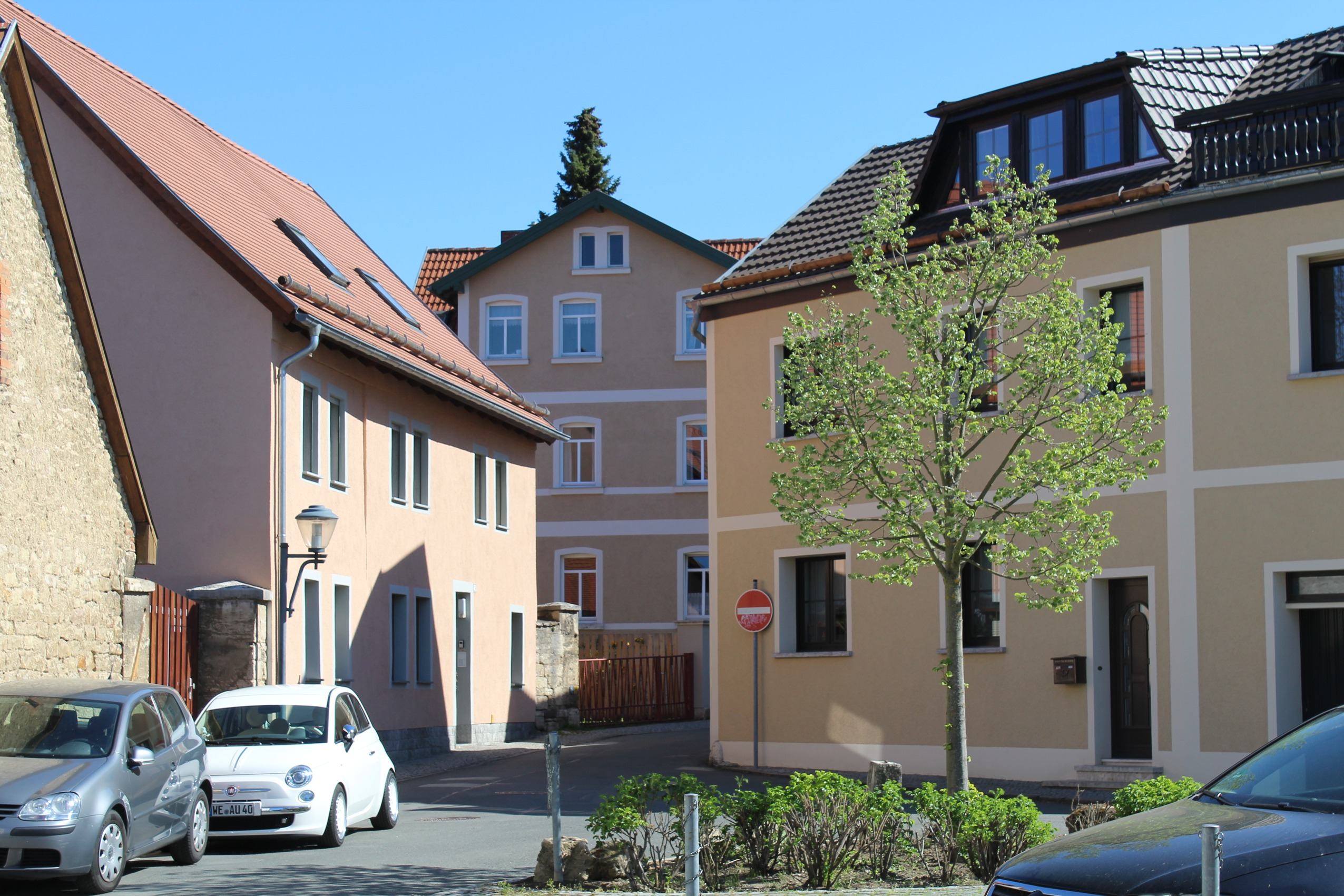
Blick zur Mittelstraße

Die Mittelstraße im Weimarer Ortsteil Oberweimar verläuft vom Plan bzw. der Ilmstraße in kurvigem Verlauf an die Hohle Gasse, endet jedoch an der Martin-Luther-Straße.
Die von der Ilmstraße bzw. dem Plan liegt mitten im ältesten Siedlungsbereich von Oberweimar. Daher hat sie vermutlich ihren Namen. Mittelalterliche Siedlungsreste sind aber nicht mehr vorhanden, obwohl der Verlauf dem aus dem Mittelalter entspricht. Das Münchhausen-Haus in der Mittelstraße 16/Ecke Ilmstraße ist architektonisch bemerkenswert.
Die gesamte Mittelstraße steht auf der Liste der Kulturdenkmale in Weimar (Ortsteile).